# زيني ماكس أونلاين ستوديوز
زيني ماكس أونلاين ستوديوز (بالإنجليزية: ZeniMax Online Studios)‏ ، هي شركة ألعاب إلكترونية تابعة لشركة زيني ماكس ميديا الأمريكية، تقع مقرها في هونت فالي بكنتاكي الأمريكية.

## وصلات خارجية
- ZeniMax Online Studios official website